# Schildt & Hallberg
Schildt & Hallberg var en handelsfirma bland annat som var ägare till Dickursby Färgfabriker (Tikkurila Oy) 1885–1972. 
Hjalmar Schildt grundade 1877 tillsammans med svågern Mauritz Hallberg handels- och industrifirman Schildt & Hallberg, där han 1917 blev direktionens ordförande. Företaget sysslade bland annat med gödsel- och spannmålshandel. Schildt & Hallberg köpte 1885 linolje- och senare färgfabriken i Dickursby (idag Tikkurila Oy). Schildt & Hallberg ombildades till aktiebolag 1917. Carl Ejnar Hannibal Hallberg var styrelseordförande för Schildt & Hallberg 1931-1956. 1972 såldes Dickursby färg till det statliga bolaget Rikkihappo som senare blev Kemira.